# الیویه روخوس
 الیویه روخوس (انگلیسی: Olivier Rochus؛ زاده ۱۸ ژانویهٔ ۱۹۸۱) یک تنیس‌باز اهل بلژیک است.